# Municipio de Osakis
El municipio de Osakis (en inglés: Osakis Township) es un municipio ubicado en el condado de Douglas en el estado estadounidense de Minnesota. En el año 2010 tenía una población de 595 habitantes y una densidad poblacional de 6,72 personas por km².

## Geografía
El municipio de Osakis se encuentra ubicado en las coordenadas 45°53′17″N 95°12′45″O / 45.88806, -95.21250. Según la Oficina del Censo de los Estados Unidos, el municipio tiene una superficie total de 88.49 km², de la cual 81,33 km² corresponden a tierra firme y (8,09 %) 7,16 km² es agua.

## Demografía
Según el censo de 2010, había 595 personas residiendo en el municipio de Osakis. La densidad de población era de 6,72 hab./km². De los 595 habitantes, el municipio de Osakis estaba compuesto por el 99,5 % blancos, el 0,34 % eran amerindios, el 0,17 % eran asiáticos. Del total de la población el 0,17 % eran hispanos o latinos de cualquier raza.